# Parafia św. Andrzeja Boboli w Piaseczniku
Parafia pod wezwaniem Świętego Andrzeja Boboli w Piaseczniku – parafia rzymskokatolicka należąca do dekanatu Suchań, archidiecezji szczecińsko-kamieńskiej, metropolii szczecińsko-kamieńskiej. Prowadzą ją księża chrystusowcy. Siedziba parafii mieści się w Piaseczniku.

## Kościół parafialny
- Kościół św. Andrzeja Boboli w Piaseczniku[1]

## Kościoły filialne i kaplice
- Kaplica w Radaczewie[1]
- Kościół Matki Bożej Ostrobramskiej w Sławęcinie[1]